# 莫圖塔普島
36°45′S 174°55′E / 36.750°S 174.917°E

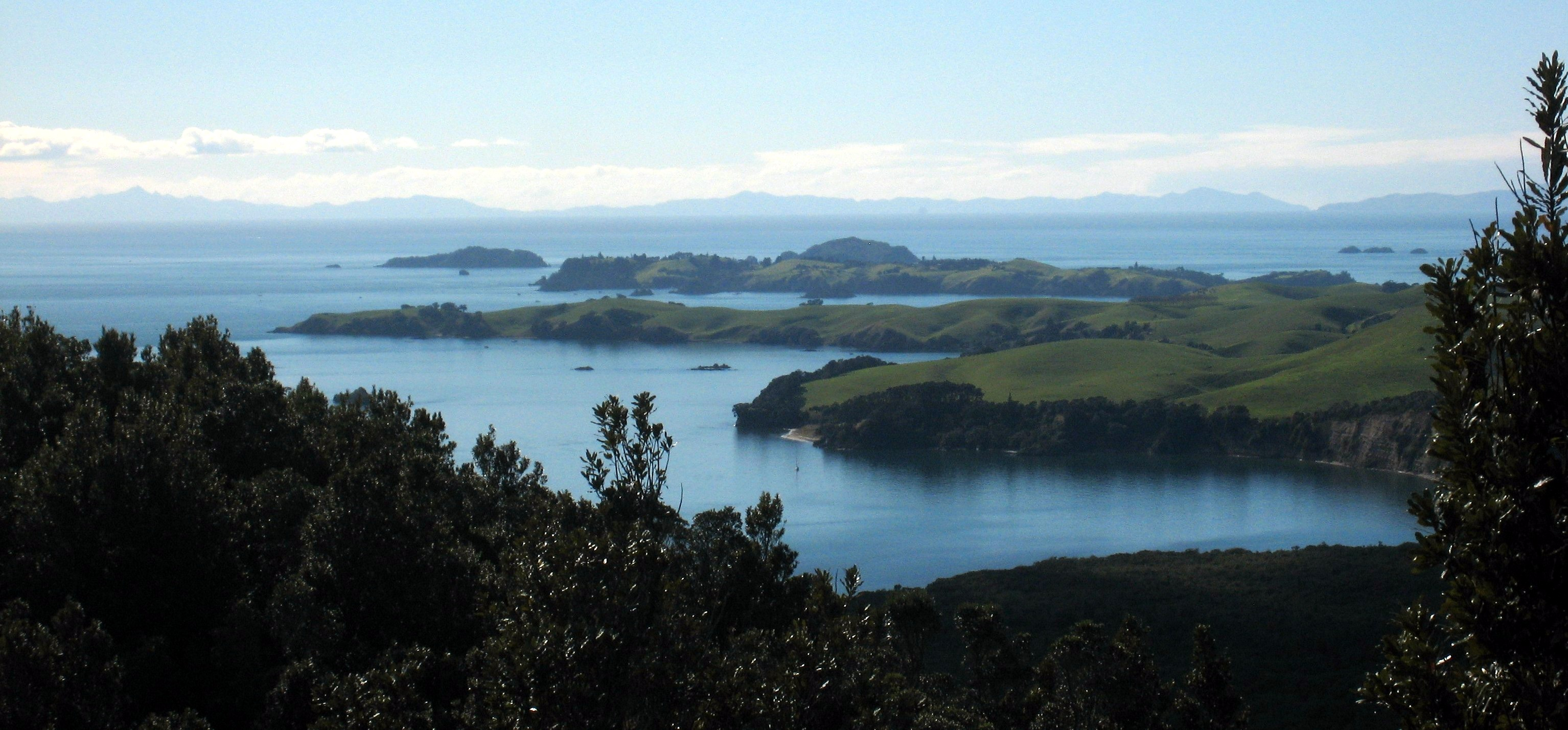

莫圖塔普島(MOTUTAPO)是新西蘭的島嶼，位於奧克蘭東北面的豪拉基灣，毗鄰朗伊托托島，該島在1.35億年前侏羅紀時期形成，面積15.09平方公里，最高點海拔高度121米，島上無人居住。该岛曾是一座活火山所以岛上散布了数量繁多的火山岩

## 外部連結
- Motutapu Restoration Trust （页面存档备份，存于）
- Motutapu Outdoor Education Camp Trust （页面存档备份，存于）
- Motutapu Island Recreation Reserve （页面存档备份，存于） at the Department of Conservation